# 天祖神社 (大田区山王)

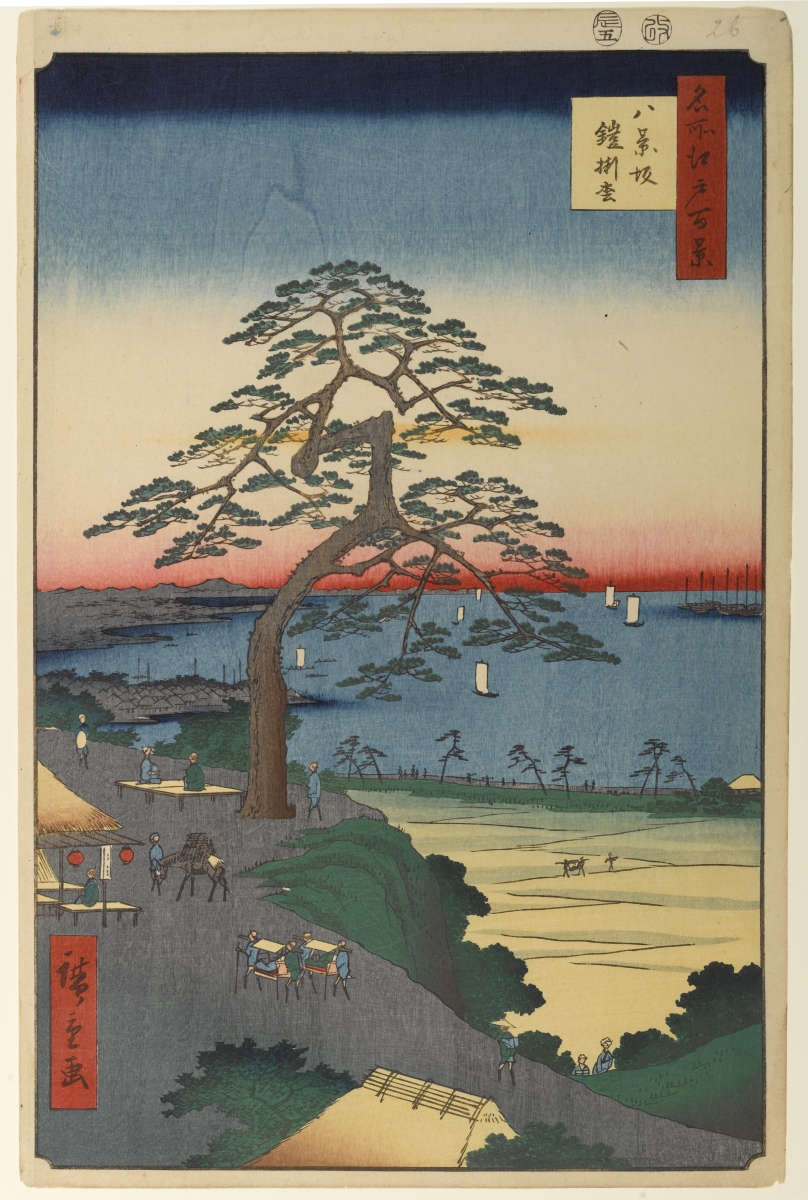
八景坂鎧掛松

天祖神社（てんそじんじゃ）は、東京都大田区の氏神神社。現在では八景天祖神社（はっけいてんそじんじゃ）、一昔前では神明山天祖神社（しんめいやまてんそじんじゃ）とも。
現在は、品川区南大井にある天祖・諏訪神社（本務社）の兼務社である。

## 概要
創建年代は、言い伝えによると、江戸時代に地元の名士であった皆川家が神社創建のため、土地を提供したと言われている。元々は「神明社」という名称であり、旧別当寺は、近くの円能寺である。
かつて「鎧掛松」という松があったと言い伝えられている。源義家の軍勢が後三年の役出征のために進軍中、当社で戦勝を祈願した。その際、松の枝に鎧をかけた故事からきている。歌川広重の「八景坂鎧掛松」という題材になる程の有名な松であったが、明治時代に枯れてしまい、現在は存在しない。現在、鎧掛松があったとされる最も有力な地点は大森八景坂地区の大森駅北口周辺と言われている。
かつて大森八景園とは崖地を介して隣接しており、今もなおその名残が残っている。
八景児童遊園は１９３６年(昭和３６年)八景天祖神社宮司の意向により、境内地の一部（４３６．９６㎡）を東京都大田区へ毎年の更新という形で無償提供されているものである。
平成３年６月、公衆用道路整備のため、八景天祖神社登記名義人の宮司が境内地の一部を東京都大田区に寄付する。
令和7年1月、八景天祖神社階段が「景観資源【坂道】」に大田区より追加指定される。

## 交通アクセス
- 大森駅西口より徒歩1分（経路案内）。